# Hoplomys gymnurus
Hoplomys gymnurus (озброєний щур) — вид гризунів родини щетинцевих, що зустрічається зустрічається від центрального й східного Гондурасу до північно-західного Еквадору. Як правило, оселяється поблизу струмків або потоків в низовині вічнозелених лісів, або в низинних районах, таких як пальмові болота.

## Етимологія
грец. Hoplon — озброєний, броньований, грец. mys родовий відмінок від myos — миша, отже, Hoplomys — «озброєна миша», посилання на густу, товсту і жорстку щетину-голки, особливо на спині. грец. Gymnos — «голий», грец. oura — хвіст, отже, gymnurus — «голий хвіст».

## Морфологія
Морфометрія. Довжина голови й тіла: 205—295, довжина хвоста: 126—195, довжина задньої лапи: 51—60, довжина вуха: 22—27 мм, вага: 230—680 грам.
Опис. Великий щур; колір спини може бути від чорного до червонувато-коричневого, що поступово стає вохровим на боках. Нижня частина тіла тьмяно-біла. Вібриси чорні та довгі, доходять до плечей. Ноги майже чорні, зі щільною кількістю колючок. Хвіст голий і двоколірний, темний зверху й світлий знизу.

## Поведінка
Це нічний і наземний вид. День проводить у норі, яка, як правило, розташована на крутому березі поруч з водою. Нора приблизно горизонтальна, що розширюється приблизно за 2 м у гніздо, встелене подрібненою рослинністю. Вночі їх можна легко помітити по червонуватому, добре помітному блиску очей. Якщо їх стривожити, як правило. швидко біжать у нору. Він може залишатися біля її входу. де на нього можна подивитися зблизька і навіть схопити руками. Раціон включає фрукти, комахи (останки жуків та прямокрилих були знайдені в його норах) і деяка кількість зеленої рослинної маси. Приплід становить від одного до трьох, молодь є передчасно розвинута при народженні і має м'яке хутро. Колючки розвиваються через один місяць.